# Димитър Кавра
Димитър Кавра (на гръцки: Δημήτρης Κάβρας) е български и гръцки фотограф, собственик на първото модерно фотоателие в Пловдив и придворен фотограф на княз Фердинанд в града.

## Биография
Роден е през 1835 г. в Пловдив. Завършва гръцкото училище в града. Учи се на фотография от баща си, а по-късно се усъвършенства при френски фотографи в Цариград. Умира през 1908 г.

## Творчество
Прави редица портретни снимки на видни пловдивчани и снимки на Пловдив от края на XIX век. Една от най-ценните му творба е панорамата на Пловдив от 1870 г., която се съхранява в Археологическия музей в града. Тя включва два изгледа. Първият се състои от четири кадъра, снимани от Небет тепе, а вторият – от три кадъра, снимани от района на днешния хотел „Тримонциум“. През 1876 г. фотографира зверствата на Баташкото клане. През 1882 г. по поръчка на кмета Иван Стефанов Гешов снима градски изгледи. През 1885 г. Димитър Кавра е основният фотограф на Съединението. Фотографиите му са публикувани в редица европейски издания „Le monde ilustre“, „L`Illustration“, „The Graphic“, „Всемирная илюстрация“ и други. Оставя богата галерия от портретни снимки на дейците, участвали в Съединението. Сред тях са водачите на движението Захарий Стоянов, Коста Паница, Продан Тишков-Чардафон, Неделя Петрова, Спиро Костов, Иван Андонов, Иван Стоянович, Иван Арабаджията, поп Ангел Чолаков, Данаил Николаев, Димитър Ризов, Спас Турчев, Анастас Бендерев, Петър Груев, Ганю Атанасов, Тодор Гатев, Въльо Стефов, Сава Муткуров, Панайот Сребрев и др. Кавра също така фотографира някои от доброволческите чети за Съединението и Сръбско-българската война. В 1892 г. по време на Първото българско земеделско-промишлено изложение получава правото да снима заедно с фотографите Иван и Димитър Карастоянови.
Напуска Пловдив, вземайки най-ценните си архиви през 1898 г., според някои източници през 1902 г. Отваря ателие в Атина. Неговото ателие в Пловдив е закупено от чешкия фотограф Вацлав Велебни.